# どらごんぼんば〜ず
どらごんぼんば〜ずは、東京女子プロレスの辰巳リカと黒音まほのタッグチーム。タッグチーム名は辰巳といえば藤波辰巳という発想。また、得意技としてドラゴンスクリュー、ヒップアタックを持っていたことにちなむ。

## 来歴
2017年
3月25日、リカが沙希様&マーサのSIN美威獅鬼軍に対抗すべく、まほをパートナーに「どらごんぼんば〜ず」を結成。以降SIN美威獅鬼軍との抗争に入る。
6月4日、新宿FACE大会でのSIN美威獅鬼軍とのユニット解散マッチに勝利。
8月26日、後楽園ホール大会で越中詩郎を加えたドリームどらごんぼんば〜ずがSIN美威獅鬼軍と対戦。最後は辰巳が沙希様からヒップアタックで3カウント。試合後、沙希様は病に倒れ、辰巳はタッグトーナメントに照準を合わせた。
10月14日、TOKYOプリンセスタッグ王座初代王座決定トーナメントの決勝戦でみらクりあんず(中島翔子・坂崎ユカ組)に敗北。
2018年
7月30日、黒音まほが東京女子プロレスを卒業。

## メンバー
正規メンバー
- 辰巳リカ
- 黒音まほ

協力者
- 越中詩郎

## テーマ曲
- 終わらない歌(THE BLUE HEARTS)